# ماليا فيشرا
ماليا فيشرا (بالروسية: Малая Вишера) هي إحدى مدن روسيا في الكيان الفدرالي الروسي نوفغورود أوبلاست.